# Upplands runinskrifter 439
Upplands runinskrifter 439 en runsten som är försvunnen sedan slutet av 1600-talet. Den har stått vid Steninge, Husby-Ärlinghundra socken. Inskriften finns bevarad på ett träsnitt av Johannes Bureus från 1624.

## Inskrift
Inskriften med runor:
ᚼᛅᚱᛚᛅᛁᚠ × ᛅᚢᚴ × ᚦᚢᚱᚴᛅᚱᚦᚱ × ᛚᛁᛏᚢ × ᚱᛅᛁᛋᛅ × ᛋᛏᛅᛁᚾ × ᚦᛁᚾᛅ ᛅᛏ × ᛋᛅᛒᛁ ᚠᛅᚦᚢᚱ ᛋᛁᚾ × ᛁᛋᛏᚢᚱᚦᛁ × ᛅᚢᛋᛏᚱ × ᛋᚴᛁᛒᛁ × ᛘᛅᚦ ᛁᚴᚢᛅᚱᛁ ᛅᛋᚴᛅᛚᛅᛏ
Translitterering av runraden:
[harlaif × auk × þurkarþr × litu × raisa × stain × þina at × sabi faþur sin × is| |sturþi × austr × skibi × maþ ikuari a/a| |askalat-/skalat-]
Normalisering till runsvenska:
Hærlæif ok Þorgærðr/Þorgarðr letu ræisa stæin þenna at Sæbiorn, faður sinn. Es styrði austr skipi með Ingvari a Æistaland(?)/Særkland[i](?).
Översättning till nusvenska:
Härlef och Torgärd lät resa denna sten efter Säbjörn sin fader. Han styrde skepp österut med Ingvar till Estland.
U 439 är den enda Ingvarsstenen i Ärlinghundra härad och över huvud taget i Attundaland. Kvinnonamnet Härlef har en vanlig namnstruktur med slutet "-lef", men Härlef är inte belagt på några andra stenar. Kvinnonamnet Torgärd finns på U 14, U 79, U 518, U 968, Sö 302, Sö 306 och Ög 81. askalat kan tolkas som Estland, skalat som Särkland. Runstenen är endast känd från äldre avbildningar, och någon form av felläsning kan ej uteslutas.